# برندون (کلرادو)
برندون (به انگلیسی: Brandon) یک منطقهٔ مسکونی در ایالات متحده آمریکا است که در شهرستان کیووا، کلرادو واقع شده‌است.